# Vaarbewijs

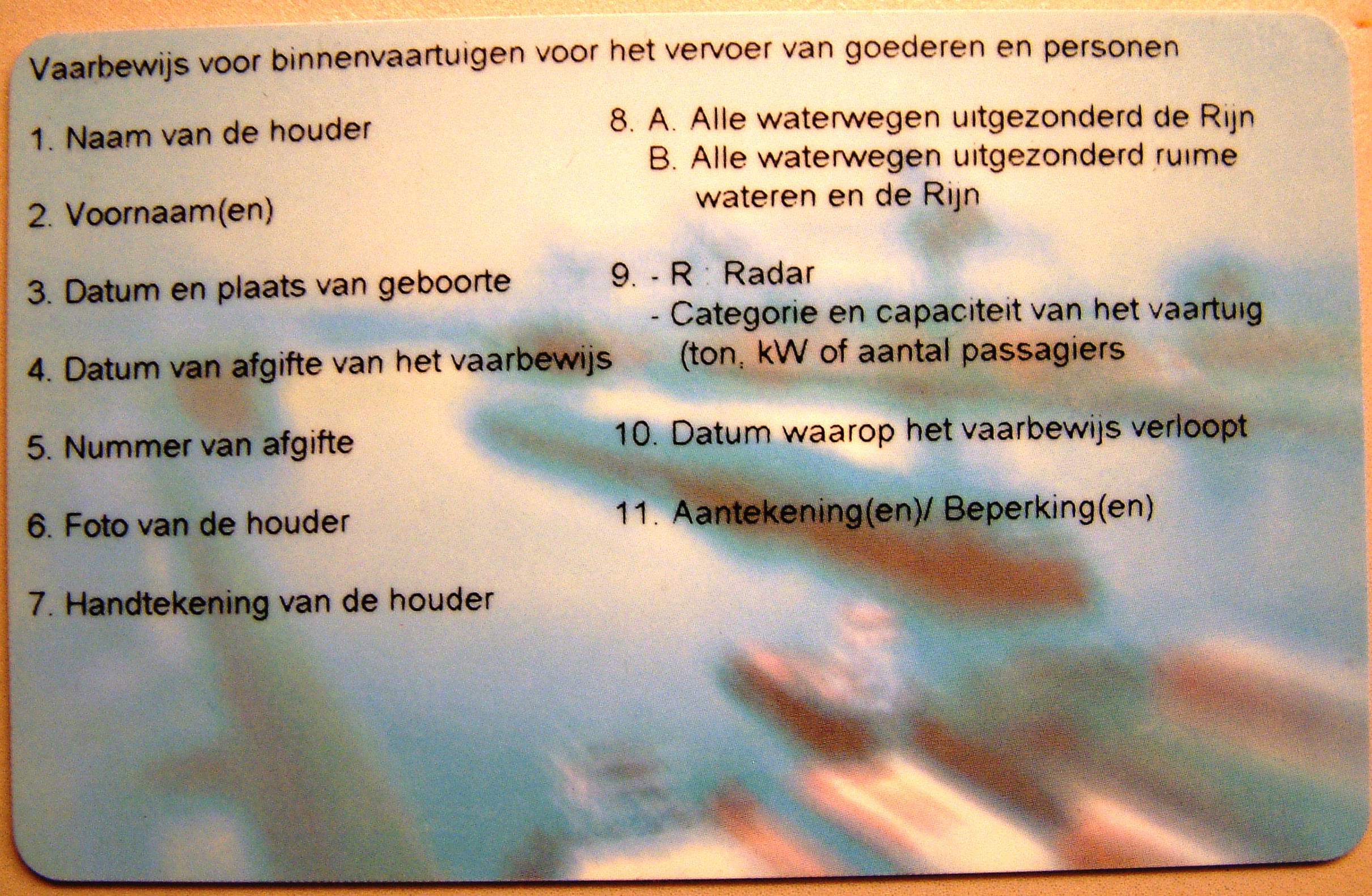
Die Rückseite des Vaarbewijs

Als Vaarbewijs, eigentlich Klein Vaarbewijs wird in den Niederlanden der amtliche Führerschein für Schiffsführer von Sportbooten bezeichnet.
In den Niederlanden dürfen Boote, die nicht länger als 15 Meter sind sowie Motorboote mit einer Höchstgeschwindigkeit von nicht mehr als 20 km/h ohne Bootsführerschein geführt werden. Für das Führen von Freizeitbooten mit einer Länge zwischen 15 und 25 Meter, von gewerblich genutzten Booten mit einer Länge zwischen 15 und 20 Meter, sowie von Motorbooten mit mehr als 20 km/h Höchstgeschwindigkeit ist der Klein Vaarbewijs nötig.

## Versionen
Es gibt zwei Versionen des Klein Vaarbewijs:
- Klein Vaarbewijs I, gültig für die Fahrt auf allen Binnengewässern ausgenommen IJsselmeer, Markermeer, IJmeer, Wattenmeer, Westerschelde, Oosterschelde, Ems und Dollart.
- Klein Vaarbewijs II, gültig für die Fahrt auf allen Binnenschifffahrtsstraßen einschließlich der beim Klein Vaarbewijs I ausgeschlossenen Gewässer.[1]

## Erwerb
Für den Vaarbewijs I besteht die Prüfung aus 40 Multiple-Choice-Fragen. Diese müssen an einem Computer richtig angeklickt werden. Der Prüfling hat dafür maximal eine Stunde Zeit. Die höchste erreichbare Punktzahl beträgt 80 Punkte. Um die Prüfung zu bestehen, müssen mindestens 56 Punkte erreicht werden.
Die Antworten werden unterschiedlich bewertet (1, 2 oder 3 Punkte).
Die Fragen beinhalten die Themen Navigation, Verkehrsregeln, Schifffahrtszeichen, der Verkehr auf Wasserwegen, Tag- und Nachtsichtzeichen von Schiffen, akustische Signale, Sicherheitsausrüstung, Seemannschaft.
Das Mindestalter für den Erhalt des Zertifikats beträgt 18 Jahre, die Prüfung kann bereits vor dem 18. Geburtstag abgelegt werden. Eine praktische Prüfung findet beim Vaarbewijs I und II nicht statt. Die Prüfung für den Vaarbewijs II ist umfangreicher und beinhaltet zusätzlich kartografische Aufgaben.
Die Prüfungen werden vom Centraal Bureau Rijvaardigheidsbewijzen (CBR) durchgeführt, das auch die Zertifikate erteilt. Man kann sich auf diese theoretischen Prüfungen auf der Website www.vaarkennis.nl vorbereiten.